# Евдокимов (лунный кратер)
Кратер Евдокимов (лат. Evdokimov) — крупный древний ударный кратер в северном полушарии обратной стороны Луны. Название присвоено в честь российского и советского астронома Николая Николаевича Евдокимова (1868—1940) и утверждено Международным астрономическим союзом в 1970 г. Образование кратера относится к нектарскому периоду.

## Описание кратера
Ближайшими соседями кратера являются кратер Эвершедт на западе; кратер Кулик на севере-северо-западе; кратер Гадомский на востоке-северо-востоке; кратер Блажко на юго-востоке и кратер Ван ден Берг на юго-западе. Селенографические координаты центра кратера 34°34′ с. ш. 153°02′ з. д. / 34,57° с. ш. 153,04° з. д., диаметр 48,9 км, глубина 2,3 км.
Кратер имеет полигональную форму, значительно разрушен за длительное время своего существования. Вал сглажен и имеет нечеткие очертания, наиболее выражен в западной и восточной части. Высота вала над окружающей местностью достигает 1120 м , объем кратера составляет приблизительно 2 001 км³. Дно чаши сравнительно ровное за исключением пересеченной северной части. В северо-восточной части чаши расположен приметный чашеобразный кратер окруженный выброшенными породами с высоким альбедо.

## Сателлитные кратеры
| Евдокимов | Координаты                                              | Диаметр, км |
| --------- | ------------------------------------------------------- | ----------- |
| G         | 33°43′ с. ш. 150°39′ з. д. / 33,71° с. ш. 150,65° з. д. | 48          |
| N         | 31°32′ с. ш. 153°45′ з. д. / 31,53° с. ш. 153,75° з. д. | 25          |

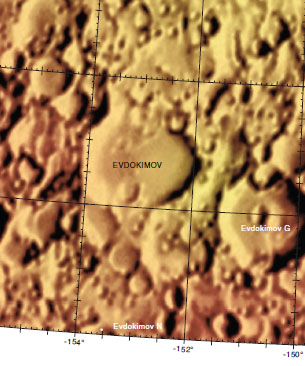
Фрагмент карты LAC-34.

- Образование сателлитного кратера Евдокимов G относится к нектарскому периоду[1].

## См.также
- Список кратеров на Луне
- Лунный кратер
- Морфологический каталог кратеров Луны
- Планетная номенклатура
- Селенография
- Минералогия Луны
- Геология Луны
- Поздняя тяжёлая бомбардировка